# Łachów (województwo wielkopolskie)
Łachów (niem. Lacenowe, Latzenowe; dawn. pol. Łacnów – osada w Polsce, położona w województwie wielkopolskim, w powiecie ostrowskim, w gminie Sośnie. Wchodzi w skład sołectwa Dobrzec.
W latach 1975–1998 miejscowość należała do województwa kaliskiego.